# Suguru Hino
Suguru Hino (日野 優 Hino Suguru?), född 29 juli 1982 i Osaka prefektur, är en japansk före detta fotbollsspelare.
Hino började sin karriär 2001 i Gamba Osaka. Med Gamba Osaka vann han japanska ligan 2005. Efter Gamba Osaka spelade han för FC Gifu och Tokushima Vortis.